# Mecodema longicolle
Mecodema longicolle es una especie de escarabajo del género Mecodema, familia Carabidae. Fue descrita científicamente por Broun en 1923.
Esta especie se encuentra en Nueva Zelanda.
Su longitud es 15,5–20 mm, anchura pronotal de 3,9–5 mm y elitral de 4,7–6 mm. El color de todo el cuerpo varía de marrón rojizo oscuro a negro brillante. La coxa es marrón rojizo y las patas negras.